# Ladyhawke
Ladyhawke è un film del 1985 diretto da Richard Donner.

## Trama
(Philippe Gaston, il Topo, parlando della maledizione dei protagonisti)
XIII secolo. Il ladruncolo Philippe Gaston (detto le Rat, "il Topo") riesce a fuggire dalle prigioni della fortezza di Aguillon (Aquila, nell'originale) poco prima dell'esecuzione; durante la fuga dalla città rischia di venire nuovamente catturato dalle guardie dello spietato vescovo ma in suo aiuto accorre l'ex capitano della guardia Etienne Navarre che, battendosi contro i suoi vecchi soldati, lo porta al sicuro.
Navarre è sempre accompagnato da un bellissimo falco (che in realtà è una poiana codarossa), al quale è molto legato. L'ex capitano afferma di aver aiutato Philippe a scappare perché lui ha un compito, uccidere il vescovo e, essendo Philippe l'unico ad essere riuscito a fuggire dalla prigione di Aguillon, è l'unico che, facendo il percorso inverso, lo può aiutare ad entrare in città senza essere notato: Philippe accetta con estrema riluttanza e viene legato da Navarre perché non scappi. Philippe tenta una fuga notturna ma si ritrova davanti un feroce lupo nero che, però, si ammansisce totalmente alla presenza di una splendida giovane donna apparsa dal nulla. Alcune notti dopo, Philippe (legato da Navarre perché non tenti nuovamente la fuga) viene liberato dalla stessa donna e fugge.
La mattina successiva, Philippe è nuovamente rintracciato dai soldati del vescovo ma in suo soccorso giungono nuovamente Navarre e il falco che, nello scontro che ne segue, rimangono feriti. Navarre rimane misteriosamente sconvolto per la sorte del volatile e ordina a Philippe di portarlo presso un monaco di nome Imperius in quanto lui non può farlo. Anche il monaco rimane esterrefatto dalla sorte del falco e si accinge a prestargli tutte le cure possibili; sebbene Imperius abbia ordinato a Philippe di non entrare nella stanza in cui si trova il volatile, il giovane lo fa, ma invece del falco trova la giovane donna che lo aveva salvato, con una freccia conficcata nella spalla, proprio come il falco.
Imperius racconta al ragazzo che, all'incirca due anni prima, Isabeau d'Anjou giunse ad Aguillon per via della morte di suo padre e, nonostante molti si fossero innamorati di lei per la sua bellezza, lei aveva ricambiato solo l'amore di Navarre. I due amanti avevano dovuto, però, mantenere segreto il loro sentimento perché anche il vescovo era innamorato di lei e, data la sua malvagità, non avrebbe mai tollerato l'idea di saperla felice con un altro uomo. I due erano stati però involontariamente traditi dal loro confessore (lo stesso Imperius) in quanto questi, ubriaco, aveva confessato al vescovo la loro relazione.
Il malvagio prelato, allora, pur di far sì che i due non si potessero amare, aveva stipulato con Satana in persona un patto che avrebbe condannato Isabeau a essere un falco di giorno e Navarre un lupo la notte, così che i due non potessero più incontrarsi in forma umana, tranne che per un breve istante al calar del buio e al levar della luce solare. Relazione descritta da Phillipe Gaston con la frase "sempre insieme, eternamente divisi".
La mattina dopo, i soldati del vescovo attaccano le rovine del castello e Philippe aiuta Isabeau a fuggire assistendo di persona alla sua metamorfosi. Navarre giunge in loro soccorso e li salva. Imperius rivela a Philippe e Navarre che ben presto ci sarebbe stata l'opportunità di rompere la maledizione e far tornare normali i due innamorati, poiché ci sarebbe stata "Una notte senza il giorno e un giorno senza la notte". Per permettere che la maledizione abbia fine, però, Navarre deve rinunciare al suo desiderio di vendetta sul vescovo (se uccidesse il prelato la maledizione durerebbe in eterno) e deve, invece, affrontarlo faccia a faccia insieme ad Isabeau, entrambi, finalmente, nella loro forma umana. Philippe poi segue Navarre ad Aguillon. Si fermano a dormire e, mentre Philippe si stiracchia, arriva in picchiata il falco che anziché poggiarsi sul braccio di Navarre, si posa su quello di Philippe che aveva fatto di tutto per proteggerlo.
Dopo tre giorni, il gruppo giunge ad Aguillon e Navarre ordina a Imperius di uccidere il falco se udisse le campane della chiesa suonare poiché ciò significherebbe il fallimento dell'impresa e l'uccisione di Navarre stesso. Philippe, nel frattempo, giunge in chiesa attraverso le fogne (grazie alle quali era fuggito) per aprire il portone della chiesa e permettere a Navarre di entrare; Philippe ha con sé anche la grande spada a due mani di Navarre, al quale aveva fatto credere di averla persa (e a cui il capitano teneva moltissimo in quanto simbolo del suo casato e strumento col quale avrebbe ucciso il vescovo), per farlo desistere dal suo piano di omicidio.
Navarre entra in chiesa e uccide, proprio grazie alla spada che Philippe all'ultimo momento gli passa, il capitano della guardia che aveva preso il suo posto e, convinto che Imperius abbia ucciso Isabeau perché le campane hanno effettivamente preso a suonare, si appresta a uccidere il vescovo. In quel momento avviene un'eclissi solare («Una notte senza il giorno e un giorno senza la notte») e Isabeau compare improvvisamente, umana. La maledizione ha quindi termine, ma il perfido vescovo tenta di uccidere la donna; Navarre, prontamente, lancia la spada contro il malvagio prelato e lo uccide. Imperius e Philippe vengono ringraziati dai due innamorati, finalmente liberi di vivere la loro vita insieme.

## Ambientazione

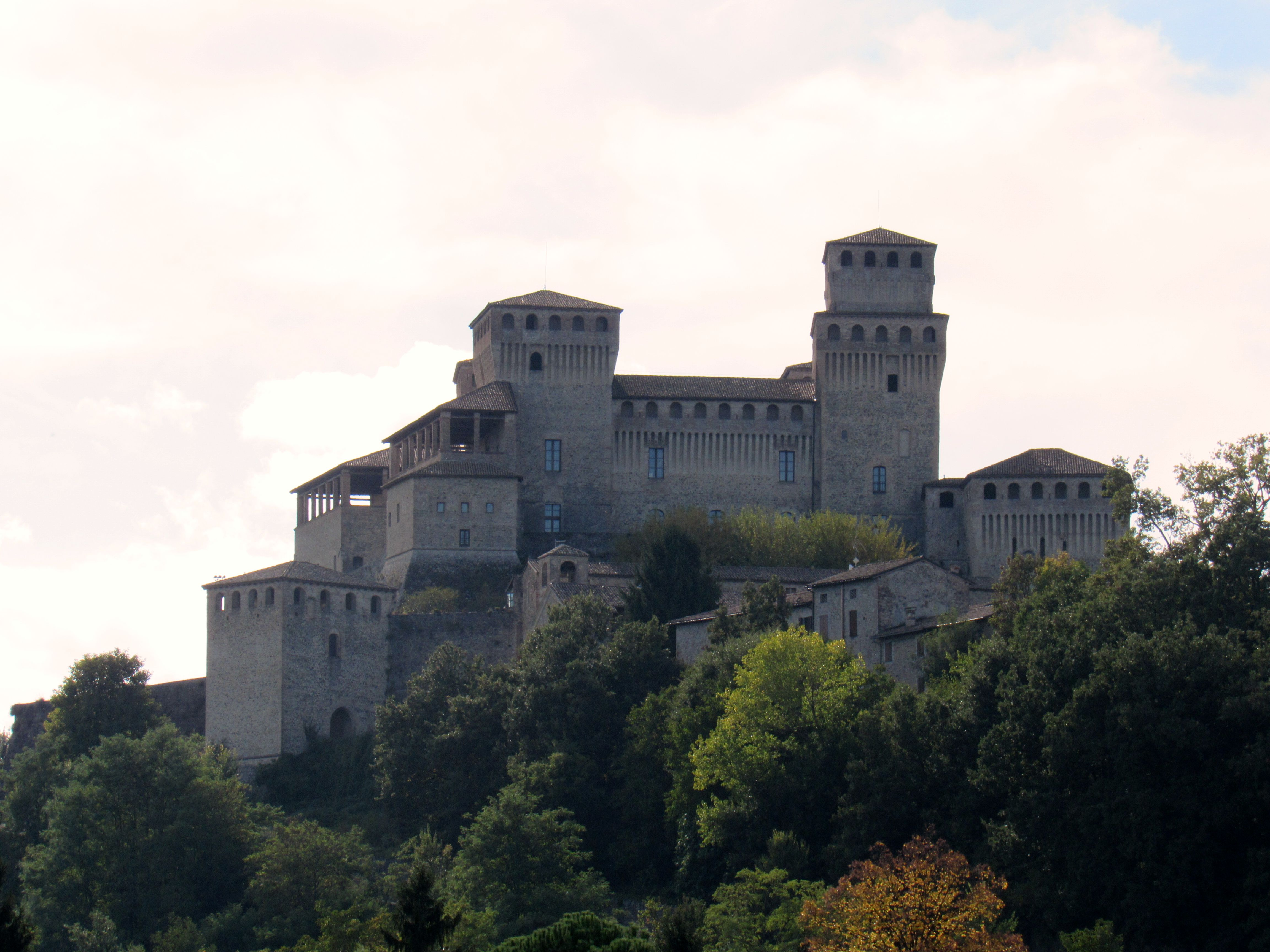
Veduta del castello di Torrechiara in provincia di Parma

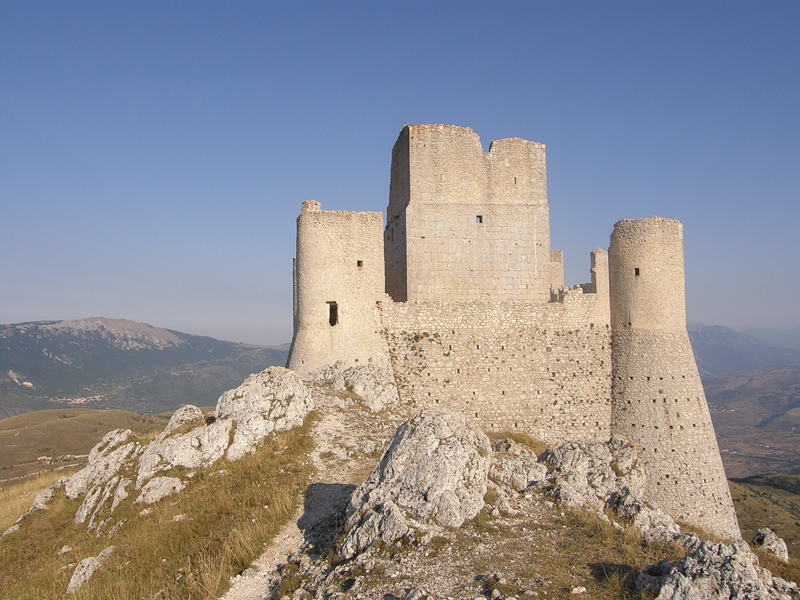
Veduta del castello di Rocca Calascio (provincia dell'Aquila) Abruzzo, nel film è la dimora di Imperius

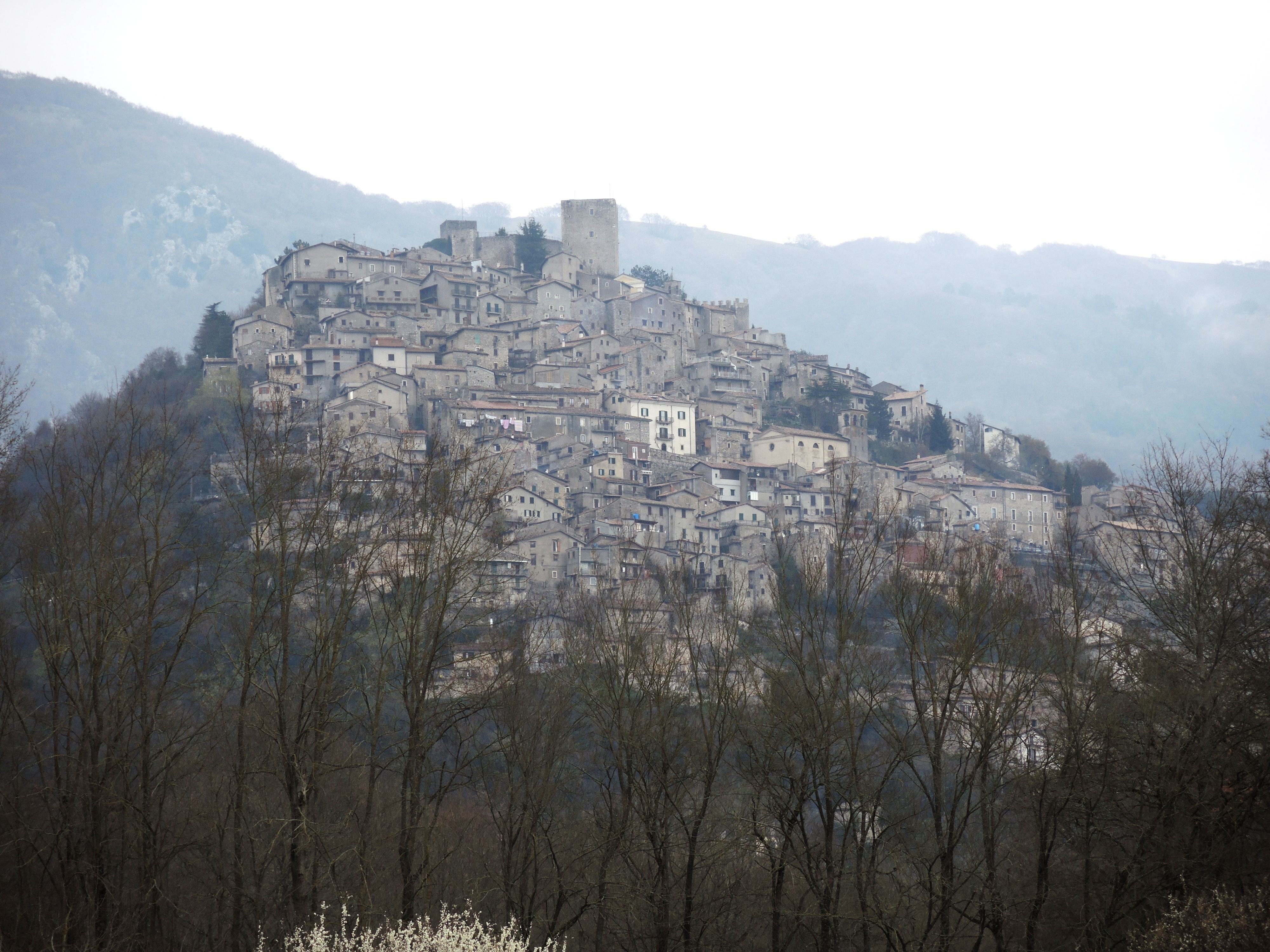
Il borgo di Pereto, in provincia dell'Aquila in Abruzzo

La località da cui Philippe evade nell'originale è Aquila o L'Aquila e lo stesso vescovo è il vescovo della città, ma nel doppiaggio italiano L'Aquila è diventata Aguillon, in modo da assumere dei richiami francofoni e al tempo stesso per evitare diretti riferimenti al capoluogo abruzzese.
Seppur la trama nell'edizione italiana voglia richiamare un'ambientazione francese, il film è stato girato quasi interamente in Italia, nelle province di Cremona, Parma, Piacenza e Massa Carrara; nei boschi del Pontremolese (la troupe soggiornò per alcune settimane in un noto hotel di Pontremoli, ormai chiuso); nel Parco nazionale del Gran Sasso e Monti della Laga; a Pereto (nella Marsica); a Campo Imperatore (in provincia dell'Aquila), dove il falco viene ferito; al Passo Giau (in provincia di Belluno, tra la Valle d'Ampezzo e la Val Fiorentina); al piccolo lago d'Antorno; nelle vicinanze del lago di Misurina, Dolomiti. Il rifugio del monaco è la Rocca di Calascio, appositamente scenografata con l'aggiunta di corone alle torri (tra cui quella da cui precipita Michelle Pfeiffer), mentre i borghi medievali mostrati includono le seguenti località: castello di Torrechiara, Castell'Arquato, Soncino e Vigoleno. La veduta esterna in lontananza del borgo di Aguillon (Aquila in originale) è in realtà quella di Castel del Monte, a cinque chilometri da Rocca Calascio. La chiesa al cui interno si svolge la scena finale (ricostruita a Cinecittà) è quella di San Pietro a Tuscania.
Diverse scene (in particolare quella del tentato arresto di Philippe Gaston da parte delle guardie del vescovo e dell'incontro con Etienne Navarre) sono state girate presso l'antico abitato di Monterano nel Comune di Canale Monterano, in provincia di Roma.

## Accoglienza

### Incassi
Il film è uscito nelle sale statunitensi il 12 aprile 1985 incassando soltanto 18432000 $ risultando un insuccesso commerciale a fronte dei 20 milioni spesi per la produzione.

### Critica
Ladyhawke ha un punteggio del 68% su Rotten Tomatoes, basato su 25 recensioni della critica. Il consenso del sito afferma: "Ci sono problemi di ritmo, ma Ladyhawke ha un'innegabile spinta romantica che è più forte della maggior parte degli epic fantasy del suo genere."
Vincent Canby in The New York Times ha definito il film "diviso contro se stesso" e ha continuato dicendo che "scene di grande avventura o di splendore visivo... scene con dialoghi di una banalità che ricorda il famoso verso Tony Curtis, 'Yondah bugie il castello del mio faddah'." Time Out l'ha definita "tutta roba piuttosto facile di spada e stregoneria, certo, ma a volte molto divertente... e sempre splendidamente fotografato." Variety ha descritto il film come una "fiaba molto simpatica, molto ben fatta... sguardo autentico da solo." Siskel & Ebert entrambi hanno dato al film recensioni positive "pollice in su" sul loro programma televisivo sindacato e hanno pensato che Ladyhawke fosse stato girato magnificamente con il potenziale per ottenere un successo duraturo come classico nel suo genere. L'unica lamentela maggiore di Siskel era che il ruolo di Broderick era quasi anacronistico nelle sue battute in stile anni '80, mentre Ebert sentiva che gli elementi comici di Broderick erano adatti.
The New York Times ha individuato l'abilità di Matthew Broderick nell'arrivare "molto vicino a trasformare le battute contemporanee - in particolare, le sue divagazioni a Dio - in un tipo di commedia più senza età", e ha detto di Michelle Pfeiffer che la sua "presenza, sia eterea che erotica, è così vivida che anche quando è rappresentata come un falco, sembra ancora essere sullo schermo." Variety ha elogiato il casting degli attori principali, considerando Pfeiffer "perfetta come l'incantevole bellezza." Time Out ha chiamato Rutger Hauer "campo" e Pfeiffer "decorativa".
Colin Greenland ha recensito Ladyhawke per Imagine, e ha affermato che "una singolare storia di stregoneria, amore e coraggio, con un'idea affascinante che sfrutta quasi al massimo."

## Colonna sonora
La colonna sonora del film, prodotta da Alan Parsons, è opera dell'arrangiatore, direttore d'orchestra e compositore Andrew Powell (con la Philharmonia Orchestra edito dalla Atlantic/Warner). Powell fu scelto in quanto nel 1985 era da quasi un decennio molto conosciuto nell'ambito musicale per i suoi lavori con Alan Parsons e Eric Woolfson, membri del gruppo The Alan Parsons Project.
(Richard Donner)
Nel 1996 ne è stata pubblicata la versione definitiva dal titolo Ladyhawke - Original Motion Picture Soundtrack; quest'album, edito dalla GNP Crescendo Records, sostituisce a tutti gli effetti la prima versione uscita nel 1985 e contiene brani inediti e non rielaborati.
Inoltre sono presenti due brani rielaborati da musiche di John Dowland: Scorrete mie lacrime (detto anche Pavana lachrimae), nella scena in cui il vescovo è nel giardino e osserva una danzatrice, e my Lady Hunsdons Allmande, nella scena in cui Philippe entra nella stalla in cui Isabeau si sta cambiando.
Poco dopo, nella breve scena in cui Philippe danza con Isabeau, la musica che li accompagna è il Trotto, un brano composto da autore anonimo tra il XIV e il XV secolo.

## Riconoscimenti
Il film ha ricevuto le candidature agli Oscar del 1986 come miglior sonoro (Best Sound) e miglior montaggio sonoro (Best Effects - Sound Effects Editing), senza tuttavia vincere i premi. Ha vinto il Saturn Award dell'Academy of Science Fiction, Fantasy & Horror Films per i Migliori costumi (Best Costumes) e come Migliore film fantasy (Best Fantasy Film), e, sempre per il Saturn Award, ha ricevuto le candidature come Migliore musica (Best Music) e Migliore attrice (Best Actress). Ha vinto anche i Golden Reel Award della Motion Picture Sound Editors statunitense come Best Sound Editing - ADR e Best Sound Editing - Sound Effects.
Oltre a questo, è stato candidato al Premio Hugo per la miglior rappresentazione drammatica e per il Young Artist Award come Best Family Motion Picture - Adventure.

## Doppiaggio
Loris Loddi, nella versione italiana, doppia Matthew Broderick che interpreta Gaston “Le Rat” (“Il Topo”); pur essendo nel cast, non doppia sé stesso: la voce del suo personaggio Jehan gli viene prestata dal collega Alvaro Gradella.

## Riferimenti
Il film Ladyhawke appare proiettato sullo schermo di un cinema nel film Ipotesi di complotto dello stesso Richard Donner.
Il film ha fornito molti elementi per la costruzione del manga Berserk: i due protagonisti, Guts e Griffith, sono simboleggiati rispettivamente da un lupo nero (la bestia che incarna il desiderio di vendetta) il primo, e da un falco il secondo. Il personaggio di Navarre, interpretato da Rutger Hauer, fornisce i tratti del volto per i personaggi di Guts e Gambino, mentre viene ripreso il suo arsenale (spadone a due mani e balestra doppia) per il manga prototipo di Berserk.